# Orchestrateur
 (avril 2019).
Si vous disposez d'ouvrages ou d'articles de référence ou si vous connaissez des sites web de qualité traitant du thème abordé ici, merci de compléter l'article en donnant les références utiles à sa vérifiabilité et en les liant à la section « Notes et références ».
Ne doit pas être confondu avec Orchestration informatique.
En musique, le terme d’orchestrateur est utilisé principalement dans deux sens différents : 
- Un sens général, désignant un aspect particulier du talent ou de la technique d'un compositeur : celui de l'orchestration, qui est l'art de manier l'orchestre et ses timbres. On dira ainsi que Maurice Ravel est un « grand orchestrateur », que Robert Schumann est « grand mélodiste » mais « médiocre orchestrateur », etc.

- Un sens professionnel, ou tout au moins fonctionnel, employé surtout dans le domaine du jazz et de la musique de variétés — où il est souvent confondu avec l'arrangeur — ainsi que de la  musique de film. L'orchestrateur est ici une personne distincte du compositeur, chargée de finaliser l'orchestration d'une musique, soit qu'il s'agisse d'une musique véritablement symphonique — comme c'est parfois le cas dans des musiques de films, notamment hollywoodiennes — soit qu'il s'agisse d'une chanson ou d'un standard que l'on souhaite enrichir d'un habillage symphonique.

Cependant la fonction d'orchestrateur en tant que personne distincte du compositeur peut également se trouver, de façon épisodique, en musique classique. C'est le cas lorsqu'un compositeur prête son talent d'orchestrateur sur l'œuvre d'un autre compositeur, en particulier de le cas d'une transcription pour orchestre d'une œuvre écrite pour piano, ou un autre instrument — l'un des exemples les plus célèbres est l'orchestration par Ravel des Tableaux d'une exposition de Modeste Moussorgski.

## L'orchestrateur dans le jazz et la variété
Le plus souvent, en variété, le musicien travaillant avec le compositeur ou l'auteur-compositeur, et qui l'aide à finaliser son œuvre, ne fait pas de l'orchestration mais de l'arrangement, notion qui implique une intervention plus vaste, qui dépasse le domaine des timbres — enrichissement des accords, réalisation de lignes, etc. Cependant le terme d'orchestrateur reste parfois employé au lieu de celui d'arrangeur, soit par erreur de langage, soit parce que l'on veut mettre en valeur la présence éventuelle d'un orchestre symphonique et donc, le nombre important de musiciens, par opposition à un groupe plus réduit.

## L'orchestrateur dans la musique de film
C'est surtout dans le domaine de la musique de film, et notamment américaine, que semble avoir émergé une véritable profession d'orchestrateur. Contrairement à ce qui se passe souvent en variétés, la présence de l'orchestrateur n'est que rarement nécessitée par des limites de formation technique du compositeur. Le plus souvent, il s'agit plutôt d'une logique de travail d'équipe, avec tâches soignement subdivisées, afin d'obtenir le maximum d'efficacité en un délai de temps déterminé. Ainsi, si les compositeurs n'orchestrent pas eux-mêmes, ou pas totalement, c'est essentiellement par manque de temps. 
En effet, il n'est pas vain de rappeler que l'écriture d'une partition d'orchestre — parfois de trente portées ou plus — nécessite beaucoup de temps, alors qu'un studio pourra imposer un délai d'un mois pour une musique symphonique de plus d'une heure. Le compositeur écrit donc une partition condensée, de trois à douze portées selon les cas, avec souvent un certain nombre d'indications d'orchestration, plus ou moins précises ou détaillées d'un compositeur à l'autre. Ensuite, l'orchestrateur est chargé d'établir la partition d'orchestre complète, telle qu'elle sera lue par le chef d'orchestre.
Le travail de l'orchestrateur étant un travail de l'ombre, il y a souvent d'inévitables controverses de type « qui a fait quoi » lorsque l'on découvre son existence. La part exacte de contribution de l'orchestrateur n'est jamais précisée, par exemple sur les pochettes de disques, ce qui laisse libre cours à toutes les suppositions. Le ghost writing reste fréquent lorsque le compositeur en titre est un autodidacte, souvent non-lecteur.
Cependant, il apparaît, si on se fie aux déclarations des compositeurs ou à d'autres témoignages concordants, que certains compositeurs ayant une grande formation technique en matière d'orchestration tendent à limiter étroitement, voire à supprimer, la part créative de l'orchestrateur. La partition qu'ils écrivent n'aura pas trois, mais bien plutôt douze, voire quinze portées, les familles d'instruments étant groupées par trois portées, et les choix de timbres étant indiqués de façon abrégée mais suffisamment détaillée pour ne laisser guère d'initiative à l'orchestrateur. 
L'exemple des doublures fera comprendre facilement le procédé. Les doublures — utilisation de deux timbres différents, ou plus, pour exécuter une phrase mélodique — sont en effet particulièrement fastidieuses sur le plan du temps d'écriture, car elles obligent à recopier plusieurs fois, sur des portées différentes, la même ligne mélodique — ce problème est toutefois atténué depuis l'avènement de l'édition de partition par ordinateur. Ainsi, le compositeur le plus précis indiquera simplement les instruments qui doivent jouer la ligne, et c'est l'orchestrateur qui réécrira l'ensemble sous forme « séparée ». Dans ce cas extrême, son rôle s'apparente davantage à celui d'un copiste, mais un copiste qui ne serait chargé que de la partition d'orchestre, et éventuellement — dans le meilleur des cas ! — de vérifier ou modifier quelques menus détails. Cette situation semble être celles des orchestrateurs de John Williams, le célèbre compositeur des films de Steven Spielberg et de la saga Star Wars.
En France, les compositeurs de cinéma utilisant des orchestrateurs — on pense surtout à Philippe Sarde — sont assez marginaux, les habitudes de travail étant très différentes. Il y a eu par ailleurs de nombreuses prises de position s'opposant expressément au système américain. Ainsi, un Georges Delerue, lorsqu'il émigra aux États-Unis pour y exercer son talent, refusa tout orchestrateur.
La musique de film compte nombre orchestrateurs de renom :
- Jeff Atmajian
- Steve Bartek
- Jean-Pascal Beintus
- Maurice Coignard
- Alexander Courage
- Conrad Pope